# Явірник (гора)
Явірни́к або Яворни́к (чеськ. Javornyk, угор. Javornik) — вершина в Українських Карпатах, у масиві Полонинський Бескид. Розташована в межах Великоберезнянського району Закарпатської області, на схід від смт Великий Березний.
Висота 1017 м. Має видовжену форму завдовжки близько 10 км. Розташована на межі охоронної зони Ужанського Національного природного парку. Незважаючи на незначну висоту хребта, його вершина заростає високогірними травами, кущами чорниці та малини. Схили гори Явірник переважно покриті деревами буку та явора, в незначній мірі також зростають хвойні дерева. Північно-східний схил хребта на висотах вище 600—800 м над р. м. вкритий буковим пралісом, у якому дерева сягають висоти 40—45 м. Дослідні ділянки букового пралісу гори Явірник закладені ще в 1925 році визначним Чехословацьким ботаніком Алоїзом Златніком (чеськ. Alois Zlatník). Нині тут розташована пам'ятка природи «Гора Яворник».

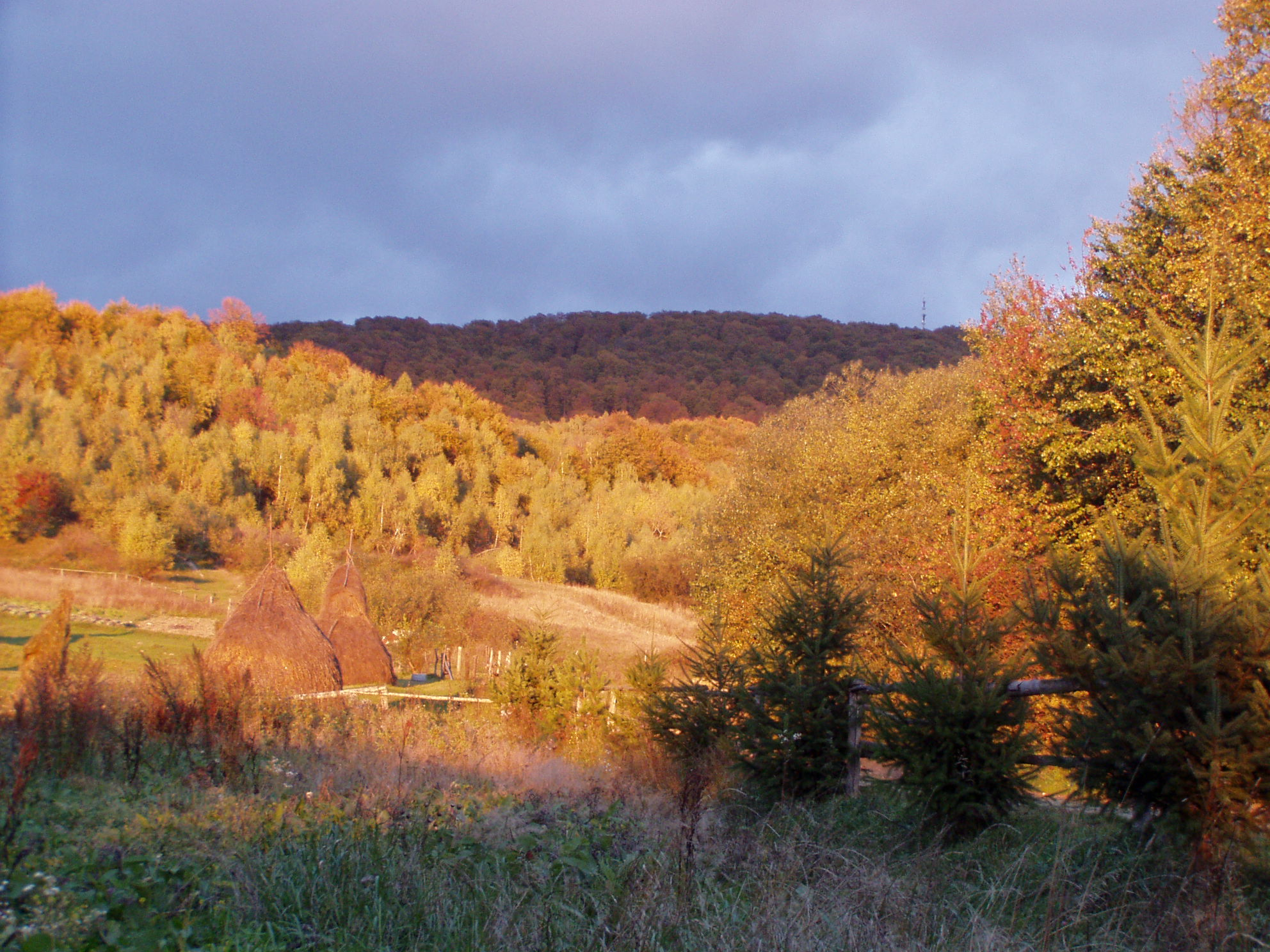
Гора Явірник восени

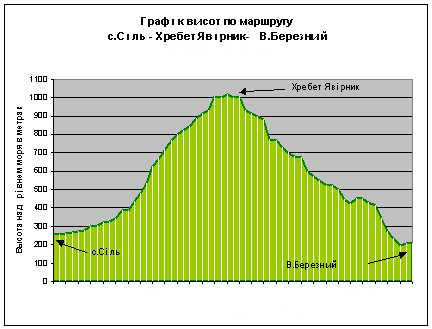
Гора Явірник. Графік висот

## Явірник як туристичний об'єкт
Популярний об'єкт літнього та зимового туризму. Через популярність має високий рівень засміченості привершинної ділянки.
Основні маршрути на гору Явірник включають сходження зі сторони селища Великий Березний в напрямку села Руський Мочар, далі або в напрямку притулку для туристів, або до телевізійної вежі.
Інший маршрут: від початку села Кострино. Потрібно перейти через річку Уж, потім стежка проходить через поле, заходить в лісопосадку і підіймається на вершину гори Кичера, звертає праворуч до потоку Терновський. Далі пролягає через буковий ліс, аж до туристичного притулку.